# جين شورت
جين شورت (بالإنجليزية: Gene Short)‏ مواليد 07 أغسطس 1953 في ماكون - الوفاة 16 مارس 2016، كان لاعب كرة سلة أمريكي. بدأ مسيرته الاحترافية في سنة 1975. تم اختياره من قبل فريق نيويورك نيكس خلال الدرافت. حمل الرقم 20. بلغ طوله 6 قدم 6 بوصة (2.0 م). مثّل منتخب بلاده. حقق المركز الثالث في بطولة كأس العالم لكرة السلة 1974. اعتزل اللعب في 1976. لعب مع سياتل سوبرسونيكس ونيويورك نيكس.

## الميداليات
| الميدالية | المسابقة                         |
| --------- | -------------------------------- |
| برونزية   | بطولة كأس العالم لكرة السلة 1974 |

## روابط خارجية
- جين شورت على موقع الاتحاد الدولي لكرة السلة (الإنجليزية)
- جين شورت على موقع إن بي أي (الإنجليزية)
- جين شورت على موقع سبورتس رفرنس (الإنجليزية)
- جين شورت على موقع ريلجم (الإنجليزية)
- جين شورت على موقع بروبوليرز (الإنجليزية)